# Recke
Recke là một đô thị ở huyện Steinfurt, trong Nordrhein-Westfalen, Đức. Đô thị này có diện tích 52,48 km2, dân số cuối năm 2006 là 11797 người.